# Kozlov (zámek)
Kozlov je zaniklý zámek, který stál ve stejnojmenné vesnici v okrese Karlovy Vary. Jeho předchůdcem byla tvrz připomínaná ve čtrnáctém století.

## Historie
První písemná zmínka o kozlovské tvrzi pochází z roku 1365. Jejími majiteli byli v letech 1365–1370 Němota, Přech a Ješek, kteří vykonávali patronátní právo kozlovského kostela. V šestnáctém století byl Kozlov manstvím pánů z Plavna, kteří je pronajímali svým vazalům. Z nich posledním byl Jan Ratibořský ze Chcebuze, od kterého panství koupil Jiří Utenhofer z Utenhofu a roku 1567 dosáhl propuštění statku z manství. Jeho synové Kozlov roku 1588 prodali svému strýcovi Jindřichovi staršímu z Utenhofu. Někdy v té době byla stará tvrz přestavěna v renesančním slohu. Po Jindřichově smrti v roce 1594 statek zdědil Adam Utenhofer z Utenhofu, který se zúčastnil stavovského povstání, za což mu byl roku 1623 zabaven majetek. Panství vzápětí koupil Jan Hegner z Röesselfeldu.
Dalšími majiteli zámku se roku 1669 (nebo 1667) stali Štampachové, kterým zůstal až do roku 1687. Panství od nich koupili Pikharti z Grünthalu. Někdy v době od druhé poloviny sedmnáctého do počátku osmnáctého století byl renesanční zámek barokně přestavěn. K dalším majitelům patřili v letech 1744–1775 Trautenbergové, po nich v období 1775–1792 rytíř František Kager ze Štampachu, kterého vystřídali Hoyerové z Blumenou a řada dalších majitelů.
V první polovině dvacátého století se zámek využíval ke skladování obilí, ale již ve třicátých letech měl poškozené střechy. Roku 1939 byl částečně zdemolován a o čtyři roky později vyhořel. Zřícenina byla v roce 1949 nebo 1950 zbořena a pozůstatky zdiva používali obyvatelé vesnice jako stavební materiál.

## Stavební podoba
Podobu nejstarší tvrze neznáme. Jádro renesančního zámku tvořila patrová budova s rozměry 24 × 19 metrů s polygonálními dvoupatrovými věžemi v nárožích jihovýchodního průčelí, kterým se do zámku vstupovalo. Přízemní místnosti byly zaklenuté hřebínkovými nebo valenými klenbami. Ve věžích byly použity hvězdicové klenby. Během barokní přestavby byly obě věže zastřešeny cibulovými střechami.
Pozůstatky zámku byly patrné ještě v roce 1984, kdy z něj zbývaly asi 50 centimetrů vysoké fragmenty obvodových zdí. Později byly i ony odstraněny a terén zcela zarovnán. Ze zámeckého areálu se tak dochovala pouze část původně hospodářských budov.